# Señorío de Aztatlán
El señorío de Aztatlán o de Aztlán (del nahuatl: Aztlan tlahtokayotl, 'reino del lugar de las garzas') fue un estado prehispánico que se ubicaba al norte del actual estado de Nayarit y sur de Sinaloa. Colindaba al sur con el reino de Xalisco, al este con Xécora y al norte con Chiametla. Tenía como tributarios a los señoríos de Centispac (Habitado por totorames, su último tlatoani fue Ocelotl), Acaponeta y Tzapotzinco.

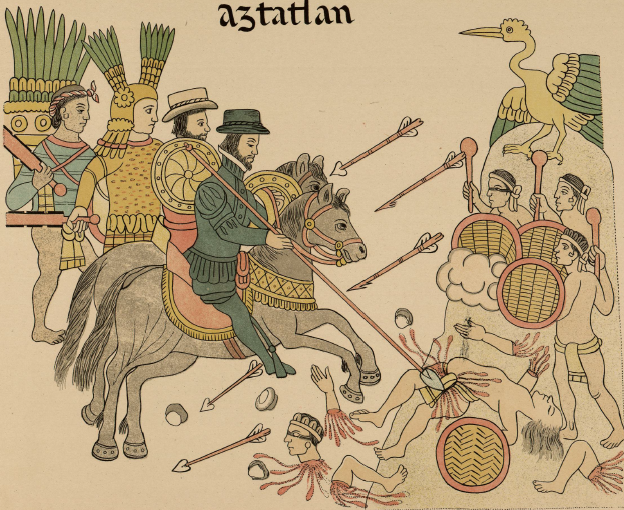
Representación de la derrota del Señorío de Aztatlan por españoles y tlaxcaltecas. Lienzo de Tlaxcala.

Este señorío no tenía centros de población de importancia; estaba compuesto de numerosos poblados pequeños, con grandes recursos alimentarios capaces de sostener una numerosa población.
Su territorio se extendía desde el norte, cerca del río Acaponeta, hasta su frontera sur, que era el río San Pedro. Sus poblados más importantes eran Tecuala, Tecualilla, Chalpa, Teacapan, Cristo Rey, Mexcaltitán y San Felipe.
Sus habitantes hablaban una lengua relacionada o dialecto del nahuatl denominado Náhuatl Nayarita o simplemente Nayarita, sin embargo también en su territorio había comunidades de coras provenientes de las montañas, tepehuanes, y totorames provenientes del señorío de Chiametla.